# Hervé Matthys
Hervé Matthys (Brugge, 19 januari 1996) is een Belgische voetballer die doorgaans als verdediger speelt.

## Carrière

### Jeugd
Matthys speelde als linksbuiten bij Cercle Brugge alvorens hij de overstap maakte naar stadsgenoot Club Brugge. Daar werd hij omgevormd tot een aanvallend ingestelde verdediger. In 2012 zag RSC Anderlecht jeugdtalent Mathias Bossaerts naar Manchester City verhuizen, waarna de club Matthys, die ook op interesse van Ajax kon rekenen, wegplukte bij Club Brugge. In 2014 tekende Matthys een profcontract voor drie seizoenen bij Anderlecht.

### RSC Anderlecht
Op 3 december 2014 maakte Matthys in de beker van België zijn officieel debuut voor Anderlecht. Hij mocht in de achtste finale tegen tweedeklasser Racing Mechelen tijdens de rust invallen voor Frank Acheampong.

### Westerlo
Matthys werd in januari 2016 voor de rest van het seizoen uitgeleend aan KVC Westerlo, dat geen aankoopoptie bedong. Matthys speelde dat seizoen echter maar één wedstrijd: hij mocht van trainer Bob Peeters invallen tijdens de 6-0-nederlaag tegen Club Brugge op 19 februari 2016. Op het einde van het seizoen werd er besloten om Matthys nog een extra seizoen uit te lenen aan Westerlo.

## Clubstatistieken
| Seizoen | Club                | Land               | Competitie      | Competitie | Competitie | Beker | Beker | Europees | Europees | Totaal | Totaal |
| Seizoen | Club                | Land               | Competitie      | Wed.       | Dlp.       | Wed.  | Dlp.  | Wed.     | Dlp.     | Wed.   | Dlp.   |
| ------- | ------------------- | ------------------ | --------------- | ---------- | ---------- | ----- | ----- | -------- | -------- | ------ | ------ |
| 2014/15 | RSC Anderlecht      | Vlag van België    | Eerste klasse   | 0          | 0          | 1     | 0     | 0        | 0        | 1      | 0      |
| 2015/16 | RSC Anderlecht      | Vlag van België    | Eerste klasse   | 0          | 0          | 0     | 0     | 0        | 0        | 0      | 0      |
| 2015/16 | → KVC Westerlo      | Vlag van België    | Eerste klasse   | 1          | 0          | 0     | 0     | —        | —        | 1      | 0      |
| 2016/17 | → KVC Westerlo      | Vlag van België    | Eerste klasse   | 6          | 0          | 0     | 0     | —        | —        | 9      | 0      |
| 2017/18 | FC Eindhoven        | Vlag van Nederland | Eerste divisie  | 33         | 1          | 2     | 0     | —        | —        | 35     | 1      |
| 2018/19 | Excelsior Rotterdam | Vlag van Nederland | Eredivisie      | 24         | 0          | 1     | 0     | —        | —        | 25     | 0      |
| 2019/20 | Excelsior Rotterdam | Vlag van Nederland | Eerste divisie  | 24         | 0          | 2     | 0     | —        | —        | 26     | 0      |
| 2020/21 | Excelsior Rotterdam | Vlag van Nederland | Eerste divisie  | 30         | 0          | 4     | 0     | —        | —        | 34     | 0      |
| 2021/22 | ADO Den Haag        | Vlag van Nederland | Eerste divisie  | 38         | 0          | 3     | 0     | —        | —        | 41     | 0      |
| 2022/23 | Beerschot VA        | Vlag van België    | Eerste klasse B | 31         | 2          | 2     | 0     | —        | —        | 33     | 2      |
| 2023/24 | Beerschot VA        | Vlag van België    | Eerste klasse B | 27         | 0          | 2     | 0     | —        | —        | 29     | 0      |
| 2024/25 | Beerschot VA        | Vlag van België    | Eerste klasse A | 10         | 1          | 0     | 0     | —        | —        | 10     | 1      |
| TOTAAL  | TOTAAL              | TOTAAL             | TOTAAL          | 224        | 4          | 17    | 0     | 0        | 0        | 244    | 4      |

## Erelijst
| Eerste Klasse B | 1x | 2023/24 |